# Багаті, дуже багаті ... насправді в одних трусах
«Багаті, дуже багаті … насправді в одних трусах» (італ. «Ricchi, ricchissimi... praticamente in mutande») — італійська еротична комедія 1982 року, знятий режисером Серджо Мартіно, з Едвіж Фенек, Ренато Поццетто і Ліно Банфі у головних ролях.

## Сюжет
Фільм складається з трьох історій, що розплутуються в суді, а їхні герої — не з власної волі потрапили у складні ситуації.
У Чезаре Доменікіні немає грошей, але він за будь-яку ціну хоче відвезти родину на відпочинок до моря. На віддаленому пляжі вони ставлять халупу, але наступного ранку поряд з ними розташовуються нудисти, і Чезаре треба виходити зі становища, намагаючись захистити мораль своїх дітей.
Герой другої історії Маріо Дзамбоні, приїхавши з сім'єю в готель, знайомиться з привабливою німкенею і хоче піти з нею на побачення, але йому постійно заважають дружина і дочка.
Власник верфі Берто Дель Пра, що перебуває на межі банкрутства, хоче укласти вигідну угоду з багатим арабським шейхом, який, познайомившись з дружиною Берто, Франческою, хоче включити її в контракт. Берто цьому противиться, але під тиском кредиторів та робітників умовляє дружину переспати із шейхом. Коли вони приїжджають до палацу, з'ясовується, що шейх — гей та його цікавить сам Берто, а не його дружина.

## У ролях
- Едвіж Фенек — Франческа Дель Пра
- Піппо Франко — Чезаре Доменікіні
- Ренато Поццетто — Берто Дель Пра
- Ліно Банфі — Маріо Дзамбоні
- Джанет Агрен — фрау Круппе (Евеліна Крюгер)
- Адріана Руссо — Марія Доменікіні
- Нестор Гарай — Куцц Віллер (Федеріко Партібон)
- Аннабелла Ск'явоне — Адальджиза Кавалларі
- Піппо Сантонастасо — суддя
- Сальваторе Яконо — канцлер
- Джордж Хілтон — шейх Омар Абдул Юссеф Ель Рахід
- Даніеле Форміка — Акім, секретар шейха
- Сандро Гіані — офіцер поліції
- Віто Чіккетті — Ерманно Мордіні, нудист
- Ріккардо Гарроне — адмірал Ульдерізі
- Джанні Дзулло — дядько Чезаре
- Філіппо Еванджелісті — старший син Чезаре
- Андреа Чікколелла — молодший син Чезаре
- Еніо Дрованді — офіціант
- Енніо Антонеллі — водій вантажівки
- Валеріо Ісідоре — Медоро
- Етторе Джері — адвокат
- Джорджо Трестіні — працівник на верфі
- Мауріціо Маттіолі — працівник на верфі
- Андреа Адзаріто — Амеріго Ульдерізі
- Ніколетта П'єрсанті — Аврора Дзамбоні
- Даніела Базіле — секретар Дель Пра
- Крістіна Форті — епізод
- Чіко Діас — епізод
- Луїджі Іда — епізод
- Сабіне Ягер — епізод
- Марчелло Лаурентіс — епізод
- Антонелла Муккетто — епізод
- Франсуаза Перро — нудистка
- Роззана Канг'ярі — жінка в суді
- Валентіно Сімеоні — Фінетті, працівник Дель Пра
- Лучано Фоті — помічник майора
- Альфонсо Джиганті — сіньйор в залі суду
- Франко Маньйо — гравець у покер
- Лучано Дзануссі — гравець у покер
- Джузеппе Маррокко — пасажир в метро
- Джуліо Массіміні — пасажир в метро

## Знімальна група
- Режисер — Серджо Мартіно
- Сценаристи — Кастеллано і Піполо, Серджо Мартіно, Альберто Сільвестрі, Франко Веруччі
- Оператори — Джанкарло Феррандо, Федеріко Дзанні
- Композитор — Детто Маріано
- Художник — Адріана Беллоне
- Продюсери — Серджо Бореллі, Лучано Мартіно